# Districte de Hodonín
El districte de Hodonín (en txec Okres Hodonín)és un districte de la regió de Moràvia Meridional, a la República Txeca. La capital n'és Hodonín.

## Llista de municipis
Archlebov - 
Blatnice pod Svatým Antonínkem - 
Blatnička - 
Bukovany - 
Bzenec - 
Čejč - 
Čejkovice - 
Čeložnice - 
Dambořice - 
Dolní Bojanovice - 
Domanín - 
Dražůvky - 
Dubňany - 
Hodonín -
Hovorany - 
Hroznová Lhota - 
Hrubá Vrbka - 
Hýsly - 
Javorník - 
Ježov - 
Josefov - 
Karlín - 
Kelčany - 
Kněždub - 
Kostelec - 
Kozojídky -
Kuželov - 
Kyjov - 
Labuty - 
Lipov - 
Louka - 
Lovčice - 
Lužice - 
Malá Vrbka - 
Mikulčice - 
Milotice -
Mouchnice - 
Moravany - 
Moravský Písek - 
Mutěnice - 
Násedlovice - 
Nechvalín - 
Nenkovice - 
Nová Lhota - 
Nový Poddvorov - 
Ostrovánky - 
Petrov - 
Prušánky - 
Radějov - 
Ratíškovice - 
Rohatec - 
Skalka - 
Skoronice -
Sobůlky - 
Starý Poddvorov - 
Stavěšice - 
Strážnice - 
Strážovice - 
Sudoměřice - 
Suchov - 
Svatobořice-Mistřín - 
Syrovín - 
Šardice - 
Tasov - 
Těmice - 
Terezín - 
Tvarožná Lhota - 
Uhřice - 
Vacenovice -
Velká nad Veličkou - 
Veselí nad Moravou - 
Věteřov - 
Vlkoš - 
Vnorovy - 
Vracov -
Vřesovice - 
Žádovice - 
Žarošice - 
Ždánice -
Želetice - 
Žeravice - 
Žeraviny